# Jurij Kosacz
Jurij Mykołajowycz Kosacz, ukr. Ю́рій Микола́йович Ко́сач (ur. 5 (18) grudnia 1908 we wsi Kołodjażne na Ukrainie, zm. 11 stycznia 1990 w Passaic) – ukraiński poeta, prozaik, dramaturg, redaktor. Bratanek Lesi Ukrainki.
Tworzył pod pseudonimami J. Kosarycz, A. Zhorjanycz, H. Roslavec, Kryha Hordij, Andrij Skyba, Vadym Iskra Kołodjażynec, J. R-ko, K.J., J.K.
Od 1918 roku mieszkał na zachodniej Ukrainie, w 1928 r. ukończył gimnazjum we Lwowie. Wyższe wykształcenie zdobył na Uniwersytecie Warszawskim i Uniwersytecie Paryskim. 
Aktywność społeczną i literacką rozpoczął w czasie studiów. W 1928 roku zostaje sekretarzem studenckiej organizacji Partia ukraińskich nacjonalistów i członkiem towarzystwa kulturalnego Osnowa. W 1927 r. wychodzą w łuckim czasopiśmie "Ukraińska hromada" wiersze Jurija Kosacza, a w 1928 r. rozpoczyna się aktywna współpraca pisarza z poważanym lwowskim pismem "Literaturno-naukowyj visnyk" Dmytra Doncowa. 3 czerwca 1929 roku opowiadania i wiersze Kosacza zostają opublikowane w innym lwowskim czasopiśmie "Novi Szljahy", a na początku 1931 roku wychodzi jego pierwsza książka, zbiór opowiadań Czorna Pani.
Na początku lutego 1931 r. Kosacz wraz z siedmioma innymi nacjonalistycznymi aktywistami został zatrzymany przez polską policję za działalność antypaństwową. Do rozprawy, jaka odbyła się 5 grudnia 1932, byli przetrzymywani w łuckim areszcie. Jurij Kosacz, jako główny oskarżony, dostał wyrok 1 roku więzienia. Po wyjściu na wolność emigrował początkowo do Czechosłowacji, a później do Francji.
W 1934 roku wychodzi druga książka Kosacza - powieść historyczna Sonce v Czyhyryni, a w następnym debiutancki zbiór poezji Czerleń. Za te dwie pozycje Kosacz otrzymał w 1935 roku II nagrodę Organizacji pisarzy i dziennikarzy im. I. Franko. W 1936 r. w Paryżu wydany zostaje drugi tomik poezji: Myt z Majstrom. Na połowę lat trzydziestych przypada najbardziej twórczy okres pracy pisarza, kiedy to kolejno wychodzą: opowiadania Dyvymos' v oczi smerti i Czad, szkice Na varti naciji, kilka rozdziałów historyczno-przygodowej powieści Zatjah pid Djunkerk, zbiory opowiadań Klubok Ariadny, Trynadcjata czota, Czarivna Ukraina. Za trzy ostatnie pozycje w 1938 roku Kosacz dostał już I nagrodę Towarzystwa. Wtedy powstaje pierwszy dramatyczny utwór pisarze - komedia satyryczna Kyrka z Ljoleju.
W 1943 roku Jurij Kosacz wraca do Lwowa, do 1944 pracuje w redakcji pisma "Lviwski visti". W 1943 r. wychodzi jego powieść nt. wydarzeń poprzedzających wybuch powstania w 1648 roku pt. Rubikon Chmelnyckoho. We wrześniu tego roku na scenie lwowskiego teatru ma premierę historyczny dramat Kosacza Obloha.
Pod koniec 1944 roku pisarz został aresztowany i wywieziony do niemieckiego obozu koncentracyjnego. Wyszedłszy pod koniec wojny na wolność Kosacz mieszkał przez kilka miesięcy w Austrii, potem w zachodnich Niemczech. Wtedy to wraz z Jurijem Szerechom-Szeweliowym i Ułasem Samczukiem zakłada w Monachium Ukraiński Ruch Artystyczny МУР. W tym czasie Kosacz dużo publikuje: zbiory opowiadań Noktiurn be-mol (1945), Zaproszennia na Cytru, Czudesna Balka (1946), fragmenty historycznej powieści Deń Hniwu (1948). Dotyczące go problemy życia na emigracji Kosacz opisał w swym najbardziej znanym utworze Enej ta żyttja inszych (1946). 
Po rozpadzie Ruchu, w 1949 roku, pisarz wyjechał do USA, gdzie aktywnie współpracował z ukraińską diasporą, redagował czasopismo "Za synim okeanom" oraz "Obriji", w dużej mierze przez niego finansowane. W Stanach Zjednoczonych wydał trzy książki - zbiory Kubok Hanimeda (1958), Zoloti vorota (1996) oraz powieść Suzirja Lebedja (1983).
Został pochowany na ukraińskim prawosławnym cmentarzu w Bound-Brook w stanie New Jersey.
W języku polskim zostało wydanych kilka wierszy Jurija Kosacza opublikowanych w zbiorze Prolog, nie epilog... Poezja ukraińska w polskich przekładach pod red. O. Hnatiuk i K. Kotyńskiej.